# Bulgariens riksvapen
Bulgariens riksvapen består av en mörkröd vapensköld med ett lejon. Vapenskölden är prydd med en kunglig krona och två sköldhållare håller upp denna vapensköld. Sköldhållarna år också ett par lejon som båda har kunglig krona på huvudet. Under lejonen och vapenskölden finns texten "Съединението прави силата" som betyder enhet ger styrka.
Bulgariens riksvapen har ett utseende som passar för en monarki i Europa och har stora likheter med bland annat Sveriges riksvapen; detta beror på att Bulgarien har ett förflutet som monarki.